# Prélude (Ravel)
Pour les articles homonymes, voir Prélude (homonymie).
Prélude est une œuvre pour piano de Maurice Ravel composée en 1913.

## Présentation
La partition de Ravel est due à une commande du Conservatoire de Paris, pour servir de pièce de lecture à vue pour le concours de piano femmes de 1913 au conservatoire. 
L’œuvre est composée à Saint-Jean-de-Luz en mai 1913, et est créée peu de temps après par les candidates de l'épreuve, le 28 juin 1913,,. 
Le journal musical Le Ménestrel, dans sa recension du concours, note : « la lecture est laborieuse. Aussi, quel succès pour la petite Leleu qui déchiffre si bien que la page ingrate devient, sous ses menus doigts lumineux, moins amorphe : on croit la comprendre, et l'interprète y met du sien, dirait-on !... »
À l'occasion de la publication du morceau par Durand en 1913, Ravel devait se souvenir de cette interprétation, en inscrivant comme dédicataire la jeune pianiste Jeanne Leleu, par ailleurs créatrice trois ans auparavant de la suite pour piano à quatre mains Ma mère l'Oye. Il lui écrit au mois d'août de la même année : « C'est bien peu de chose : le souvenir d'un artiste que vos qualités musicales ont sincèrement touché. »

## Analyse
Le morceau est en la mineur, assez lent et très expressif. En deux pages et vingt-sept mesures, on y entend « du Ravel à part entière, et à chaque instant », pour reprendre les mots de Guy Sacre. 
Le musicologue Marcel Marnat résume : « Motif sinueux, sans cesse à la limite de la dissonance, fine harmonie menacée où Ravel se reconnaît de suite ».
La perception est proche pour Sacre : « Une mélodie sereine éclot dans le silence, se laisse caresser d'arpèges, rencontre quelques accords aigus qui la font trembler, s'épaule d'octaves, retombe avant d'avoir gaspillé ses pouvoirs ; elle n'en laisse pas moins retenir longtemps son souvenir. »
Dans le catalogue des œuvres du compositeur établi par Marnat, la pièce porte le numéro O 65.  
La durée moyenne d'exécution de l’œuvre est d'une minute trente environ. 

## Discographie
- Maurice Ravel : Complete works for piano solo, par Bertrand Chamayou (piano), Erato, 2016[note 3].
- Ravel : Intégrale de la musique pour piano seul, par Steven Osborne (piano), Hyperion Records CDA67731/2, 2011.
- Maurice Ravel : Complete Piano Works, par Jean-Efflam Bavouzet (piano), MDG 6041190, 2004[note 4].
- Ravel : L’œuvre pour piano, par Alexandre Tharaud (piano), Harmonia Mundi, HMC 901811.12, 2003[note 5].
- Ravel : Intégrale de la musique pour piano seul, par Angela Hewitt (piano), Hyperion Records CDA67341/2, 2002[note 6].

### Ouvrages généraux
- Guy Sacre, La musique pour piano : dictionnaire des compositeurs et des œuvres, vol. II (J-Z), Paris, Robert Laffont, coll. « Bouquins », 1998, 2998 p. (ISBN 978-2-221-08566-0), p. 2220.
- François-René Tranchefort, « Maurice Ravel », dans François-René Tranchefort (dir.), Guide de la musique de piano et de clavecin, Paris, Fayard, coll. « Les Indispensables de la musique », 1987, 867 p. (ISBN 978-2-213-01639-9, OCLC 17967083), p. 607-608.

### Monographies
- Christian Goubault, Maurice Ravel : le jardin féerique, Paris, Minerve, 2004, 357 p. (ISBN 2-86931-109-5, BNF 39264179).
- Vladimir Jankélévitch, Ravel, Paris, Seuil, 1956, rééd. 2018 (ISBN 978-2-02-000223-3 et 978-2-7578-7445-5).
- Marcel Marnat, Maurice Ravel, Paris, Fayard, coll. « Indispensables de la musique », 1986, 828 p. (ISBN 2-213-01685-2, BNF 43135722).
- Bénédicte Palaux Simonnet, Maurice Ravel, Paris, Bleu Nuit éditeur, 2019, 176 p. (ISBN 978-2-35884-085-9).

### Écrits
- Maurice Ravel. L’intégrale : Correspondance (1895-1937), écrits et entretiens, édition établie, présentée et annotée par Manuel Cornejo, Paris, Le Passeur Éditeur, 2018, 1776 p.  (ISBN 978-2368905777).